# عنف طائفي

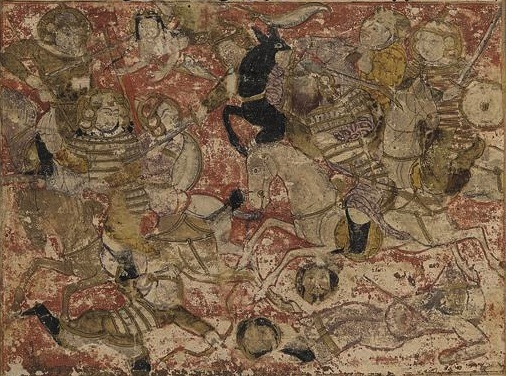

العنف الطائفي أو الفتنة الطائفية، هي العنف الذي ينشأ بسبب الطائفية، أي بين فروع مختلفة في نمط معين من التفكير، وليس من الضروري أن ترتبط الفتنة الطائفية بالدين فهناك فتن طائفية بسبب الاختلاف السياسية (مثل الصراعات التي كانت بين الشيوعيين والقوميين في الصين في أوائل القرن العشرين وقد بدأها القوميون الصينيون في ذلك الوقت كفتنة طائفية). وتضمن الأسباب المؤدية للفتنة الطائفية صراعات القوى، المناخ السياسي، الاجتماعي، الثقافي، والظروف الاقتصادية.

## وصلات خارجية
- تكفيري